# Orestias laucaensis
Orestias laucaensis là một loài cá thuộc họ Cyprinodontidae. Nó là loài đặc hữu của Chile.